# Willows Nunatak
Willows Nunatak är en nunatak i Antarktis. Den ligger i Östantarktis. Nya Zeeland gör anspråk på området. Toppen på Willows Nunatak är 369 meter över havet, eller 69 meter över den omgivande terrängen. Bredden vid basen är 1,6 km.
Terrängen runt Willows Nunatak är kuperad. Havet är nära Willows Nunatak åt nordost. Trakten är obefolkad. Det finns inga samhällen i närheten.